# Rilievo Schiacciato

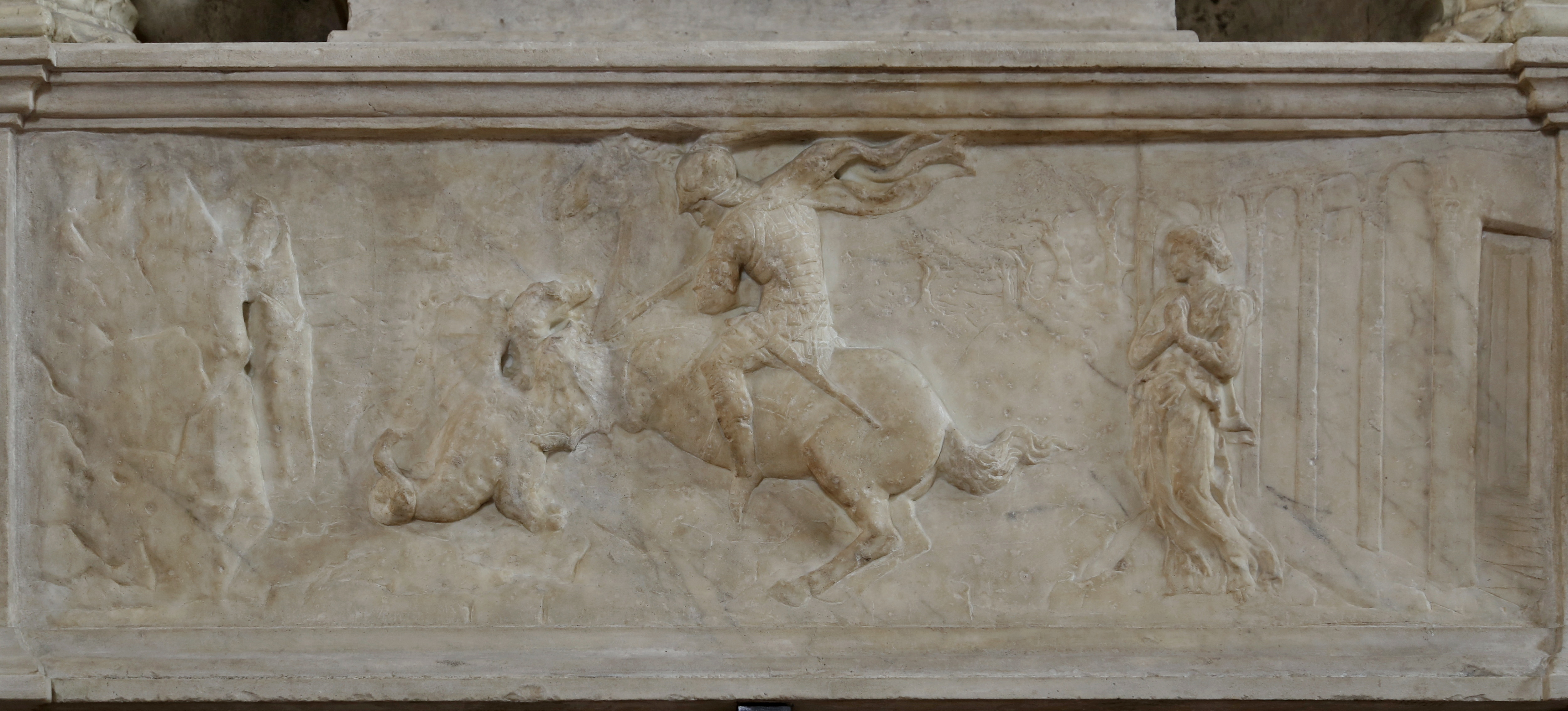
Abb. 1: Donatellos „Sankt Georg, der die Prinzessin befreit“ (1417; erstes bekanntes Rilievo Schiacciato)

Der Rilievo Schiacciato ist eine Technik, bei der ein Bildhauer eine flache Reliefskulptur schafft. Der Rilievo Schiacciato wird vor allem mit seinem „Renaissance-Erfinder“ Donatello (1386–1466) in Verbindung gebracht.

## Technik und Geschichte
Die spezielle Technik des „Rilievo Schiacciato“ wurde mit Beginn der Renaissance (ab ca. 1400) von Donatello entwickelt, und mit dieser Bezeichnung (für das Material Stein) erstmals 1550 beschrieben) (s. auch Abb. 1, 2 & 7).
Diese Technik wird aber inzwischen mit allen skulpturalen Materialien umgesetzt, sei es Stein, Stuck, Terracotta, Holz, Bronze, aber auch Keramik. Vorläufer sind antike Münz- und Grabmal-Techniken (s. Abb. 3), bei denen schon damals Flachrelief-Darstellungen verwendet wurden.
Um die Illusion von Raum zu erzeugen, nutzt ein Künstler hier die Tiefe eines Reliefs, von den am stärksten hervorstehenden Teilen der Figuren mit größter Plastizität bis zur Hintergrundebene, die oft nur zweidimensional ausgeführt wird. Die physische Tiefe kann nur wenige Zentimeter oder sogar Millimeter betragen und aus lediglich eingeritzten Linien oder winzigen Veränderungen der Ebene bestehen. In dieser Hinsicht ähnelt der „Relievo Schiacchiato“ eher einem zweidimensionalen Gemälde oder einer Zeichnung als einer dreidimensionalen Skulptur, auch wenn die Unterschneidung von Figuren oder Gegenständen im Vordergrund genutzt wird, um Plastizität zu gewinnen. Die Technik ermöglicht auch die Konstruktion einer grafischen Perspektive im Relief.
Die „Dicke“ der hervortretenden Teile der Plastik kann vom Vordergrund zum Hintergrund und mit zunehmender Entfernung zum Betrachter allmählich abnehmen. Die unterschiedlichen Höhenabstufungen der Objekte werden jedoch nicht immer analog zu ihrer Position im dargestellten Raum übernommen, sondern die Abstufungen werden als Variationen von Licht und Schatten und nicht als plastische Volumina verwendet. Diese Konstruktion des Raumes in einer allmählich abnehmenden Abfolge von Ebenen von der vollen Plastizität bis zum reinen Flachrelief wurde von Donatellos Zeitgenossen Lorenzo Ghiberti (s. Abb. 4) konzipiert und u. a. von Luca della Robbia weitergeführt (s. Abb. 5, Abb. 6), und steht ein wenig im Gegensatz zu Donatellos Konzept des völligen Flachreliefs.

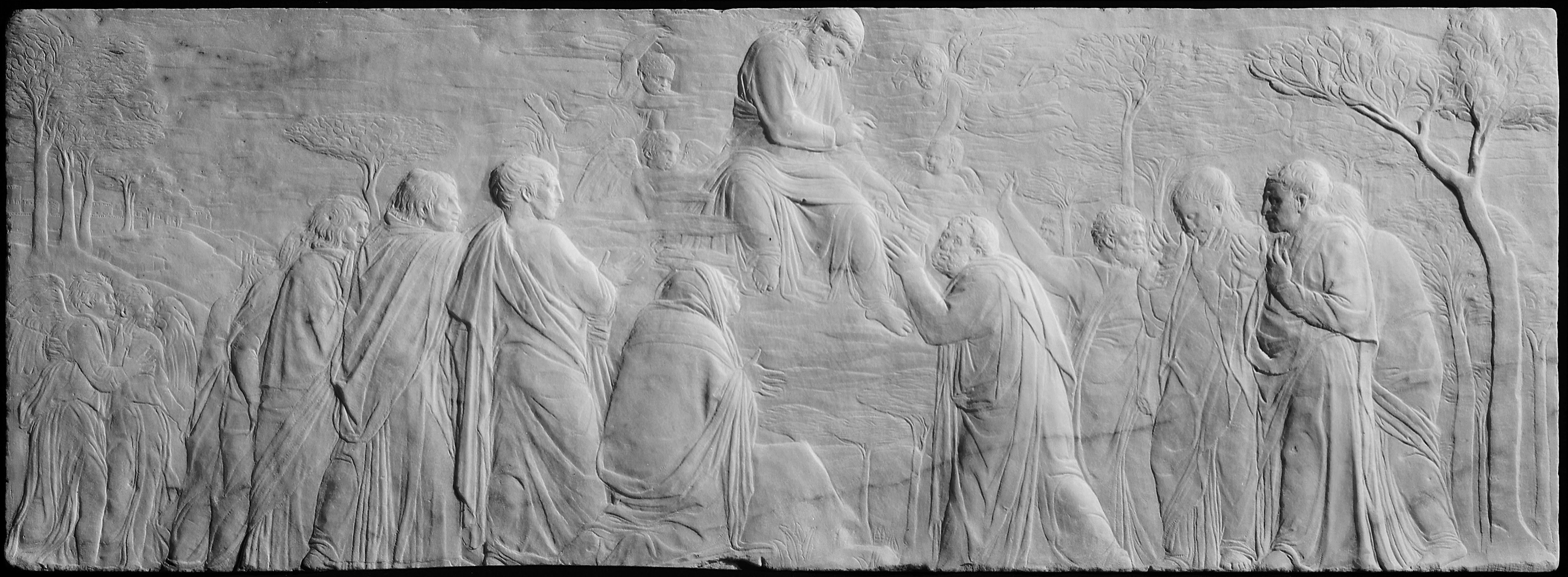
Abb. 2 Donatello: „Himmelfahrt Christi mit Schlüsselübergabe an Petrus“ (1432)
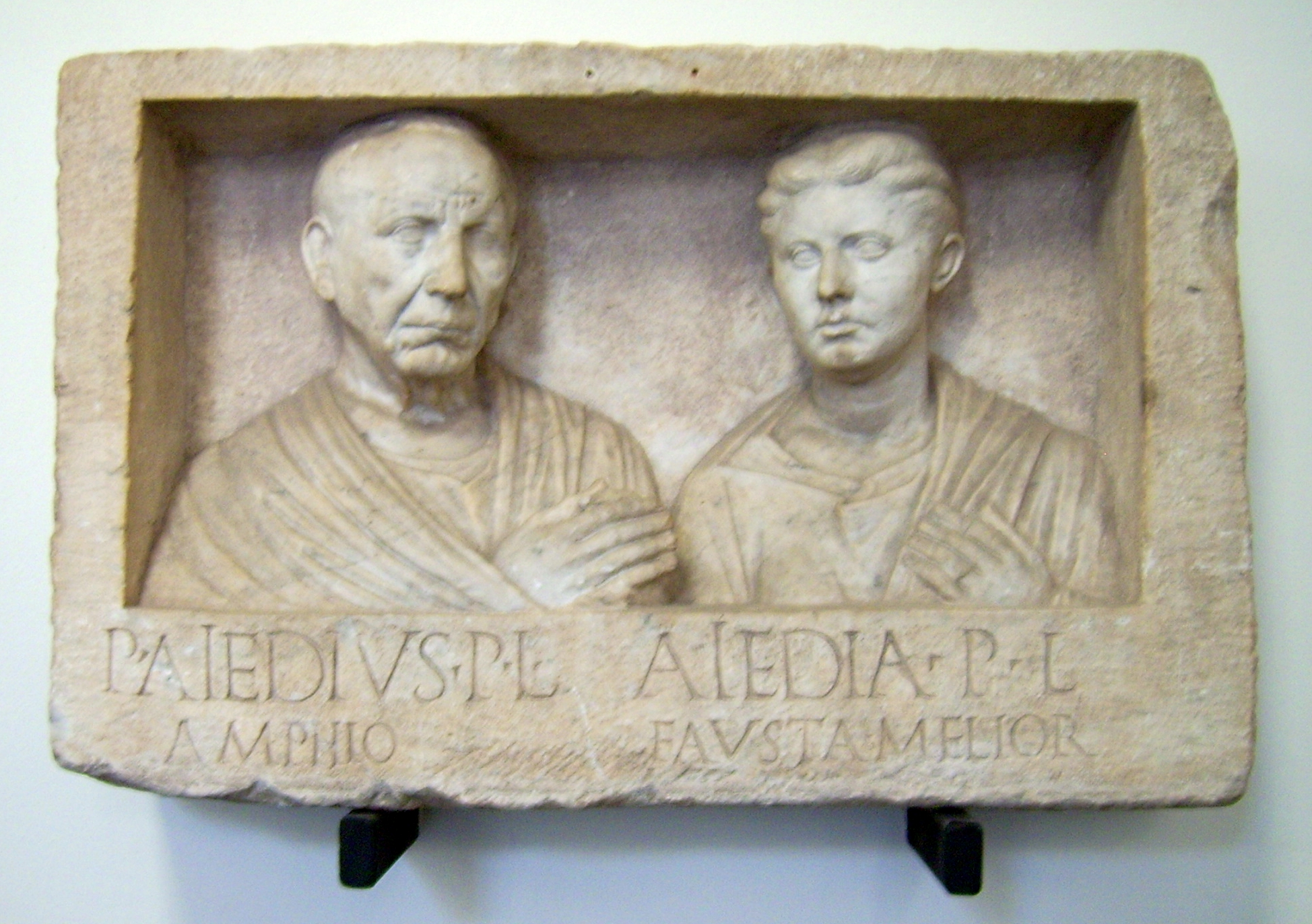
Abb. 3 Römisches Grabrelief (um 30 v. Chr.)
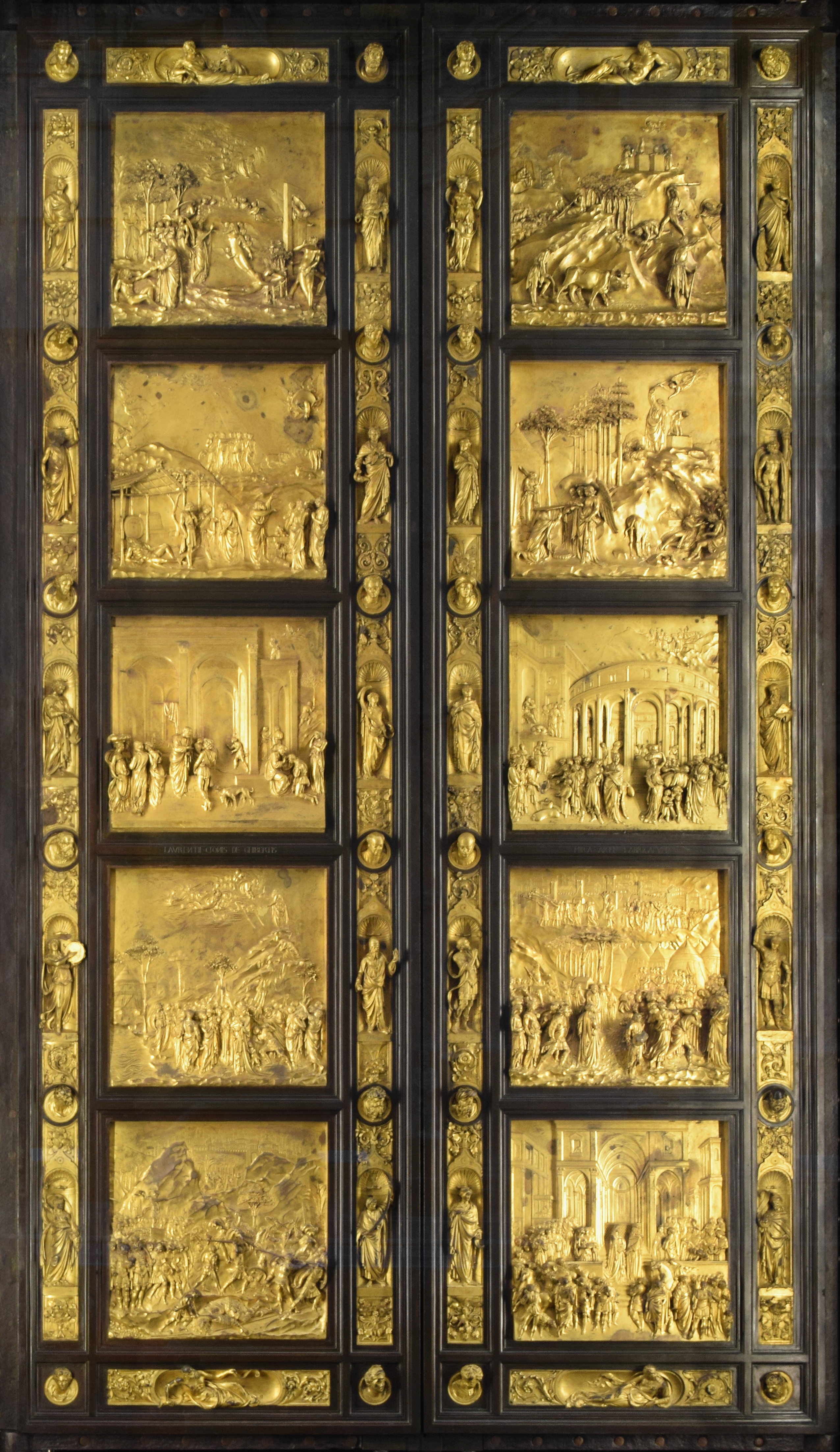
Abb. 4 Lorenzo Ghiberti: „Paradiestür“, Baptisterium San Giovanni Florenz (1425–1452)
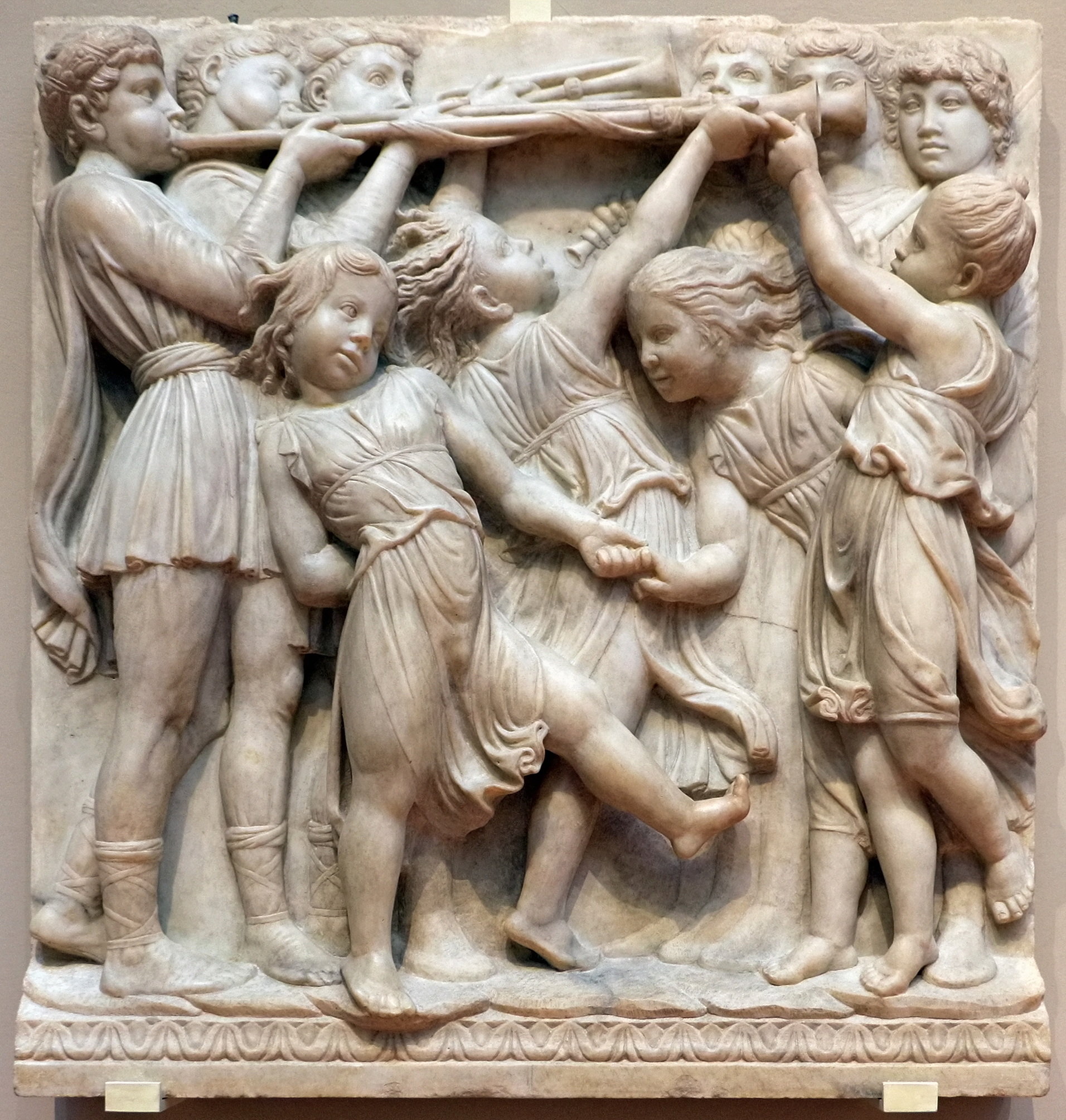
Abb. 5 Luca della Robbia: Teil der Cantoria im Dom zu Florenz (1440)
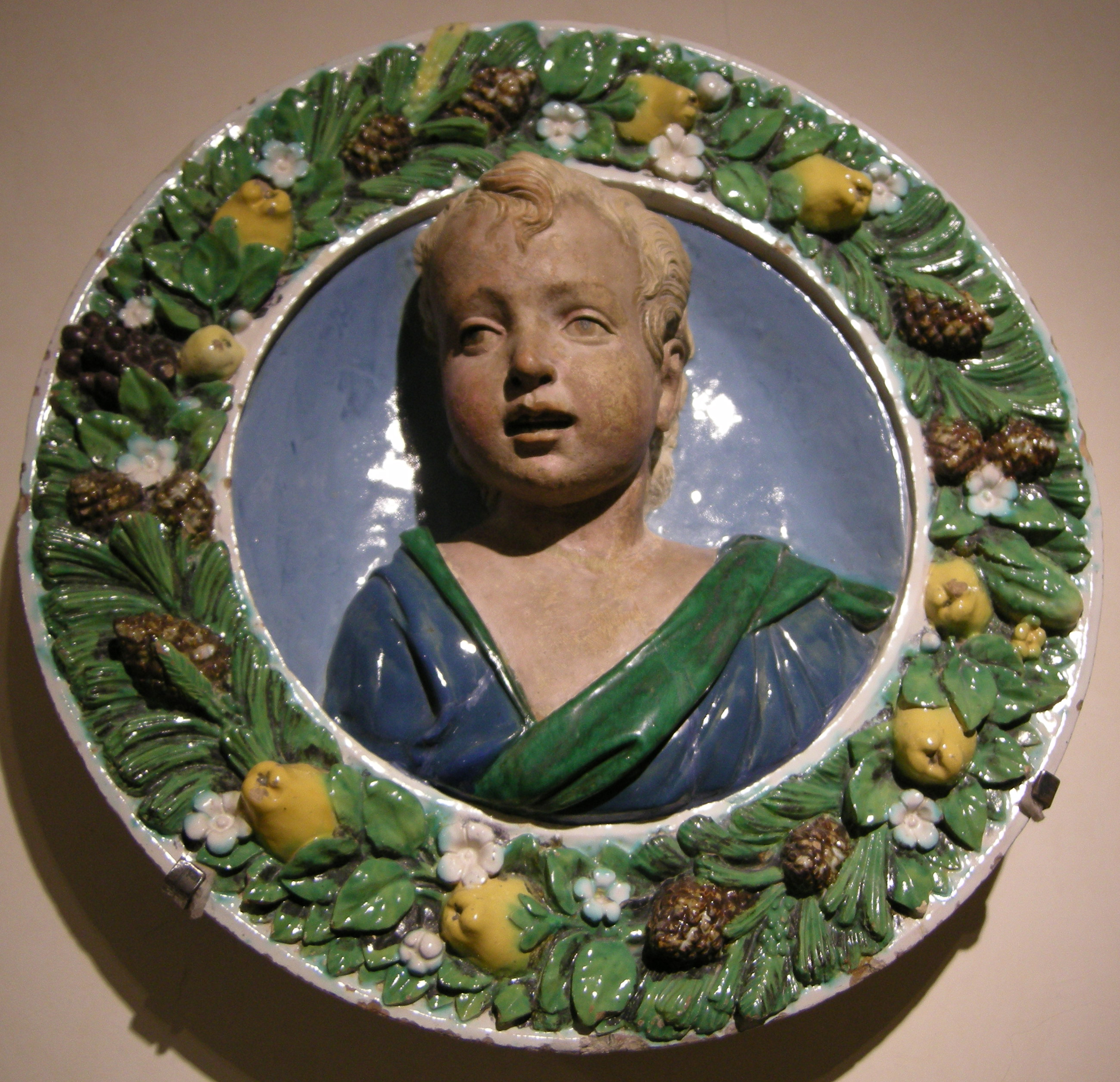
Abb. 6 Luca della Robbia: Bildnis eines Knaben „San Giovannino“ (1500, Keramik)
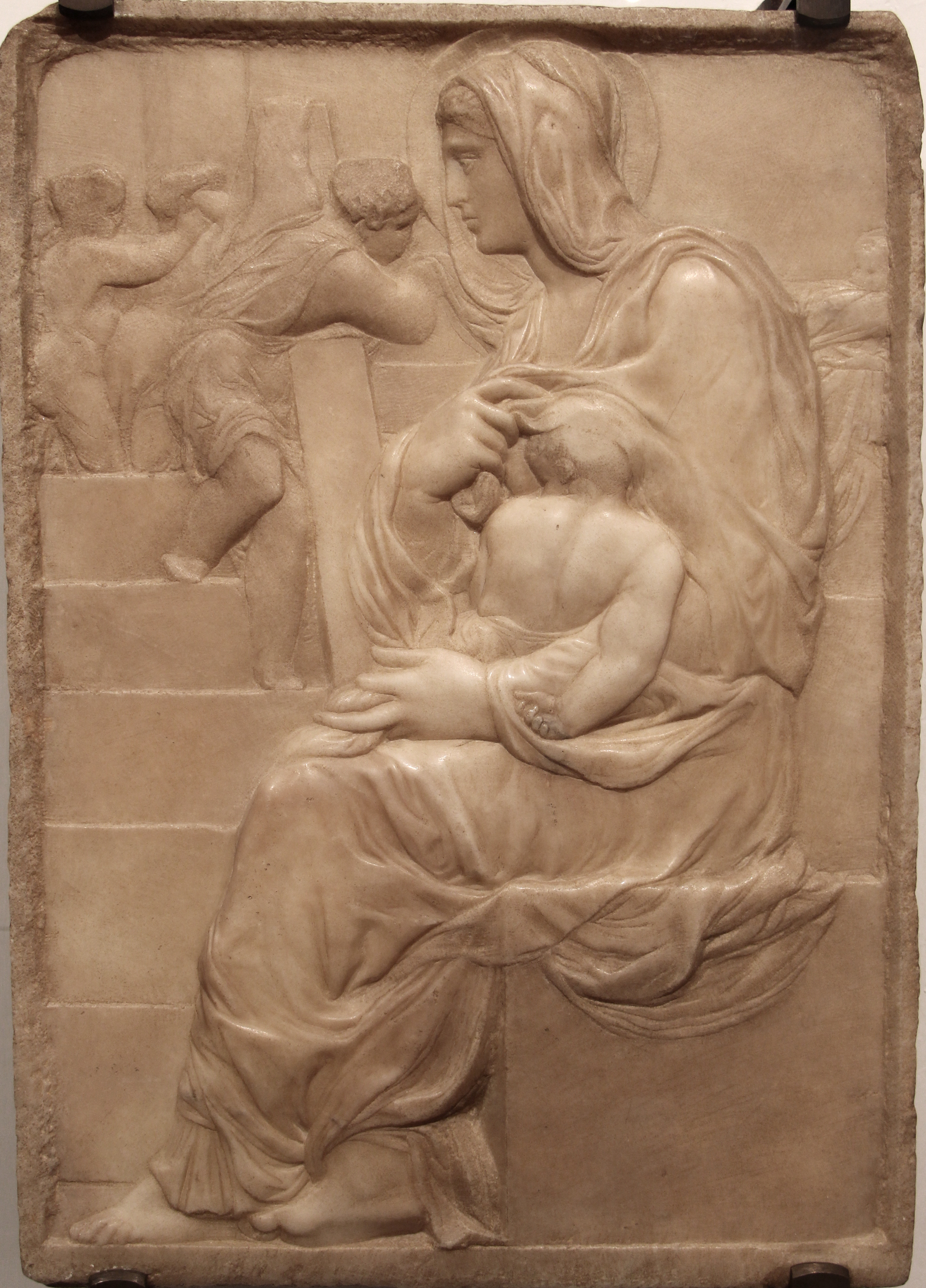
Abb. 7 Madonna della Scala (Michelangelo) (ca. 1491)

## Die heutige Situation
Der Relievo Schiacciato wird nach jahrhundertelanger und eher traditioneller Verwendung als Flachrelief (wie bei Grabsteinen, aber auch bei sakraler Holz- oder Steinplastik) neuerdings von etlichen Künstlern wieder bewusst als Ausdrucksmittel/Medium der Kunst verwendet, wie z. B. von Peter Niedertscheider (Steinbildhauerei, s. Abb. 9), u. v. a.

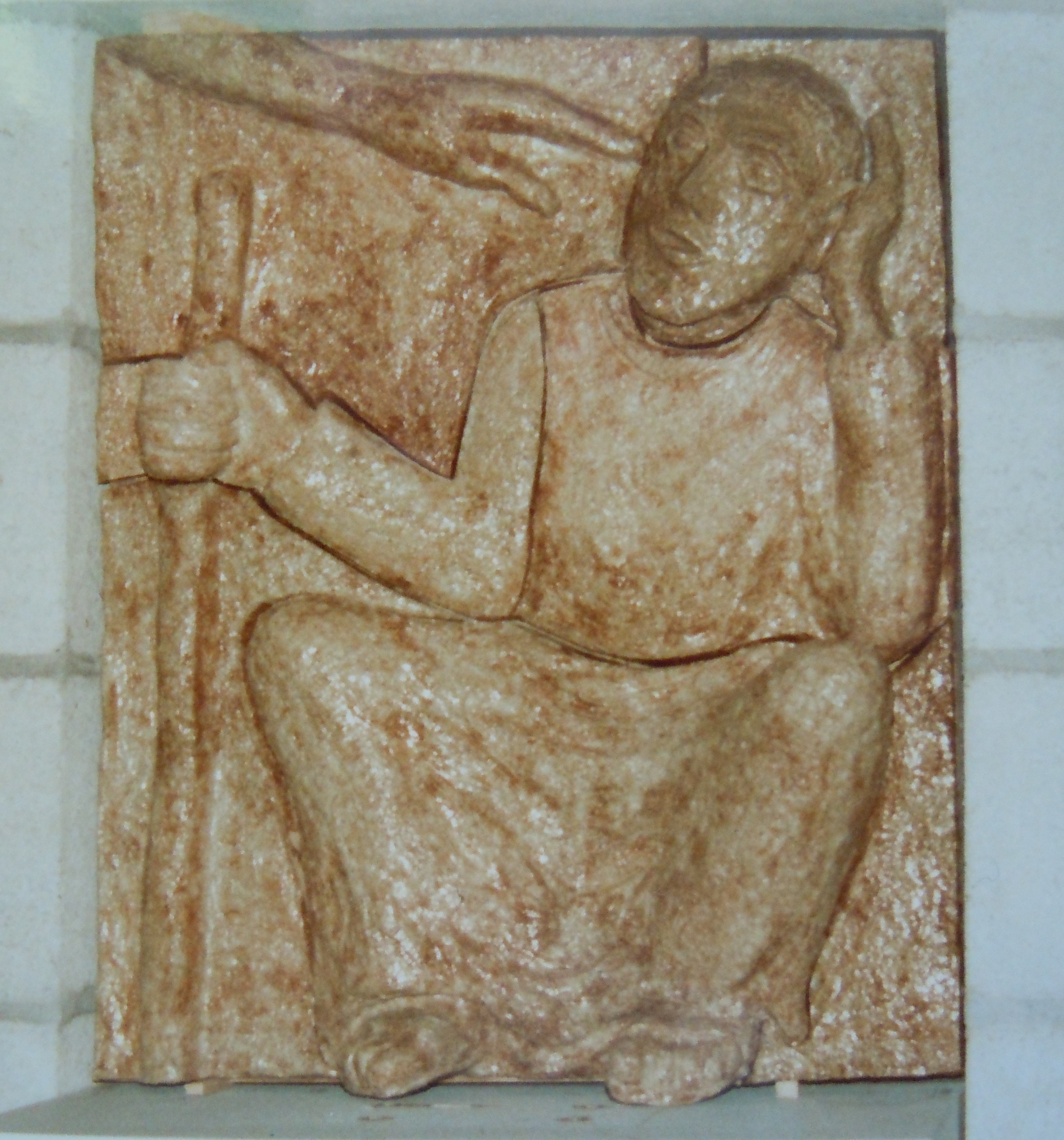
Abb. 8: Keramikrelief „St. Josef“, 2003, Ruth Meyer-Züllig
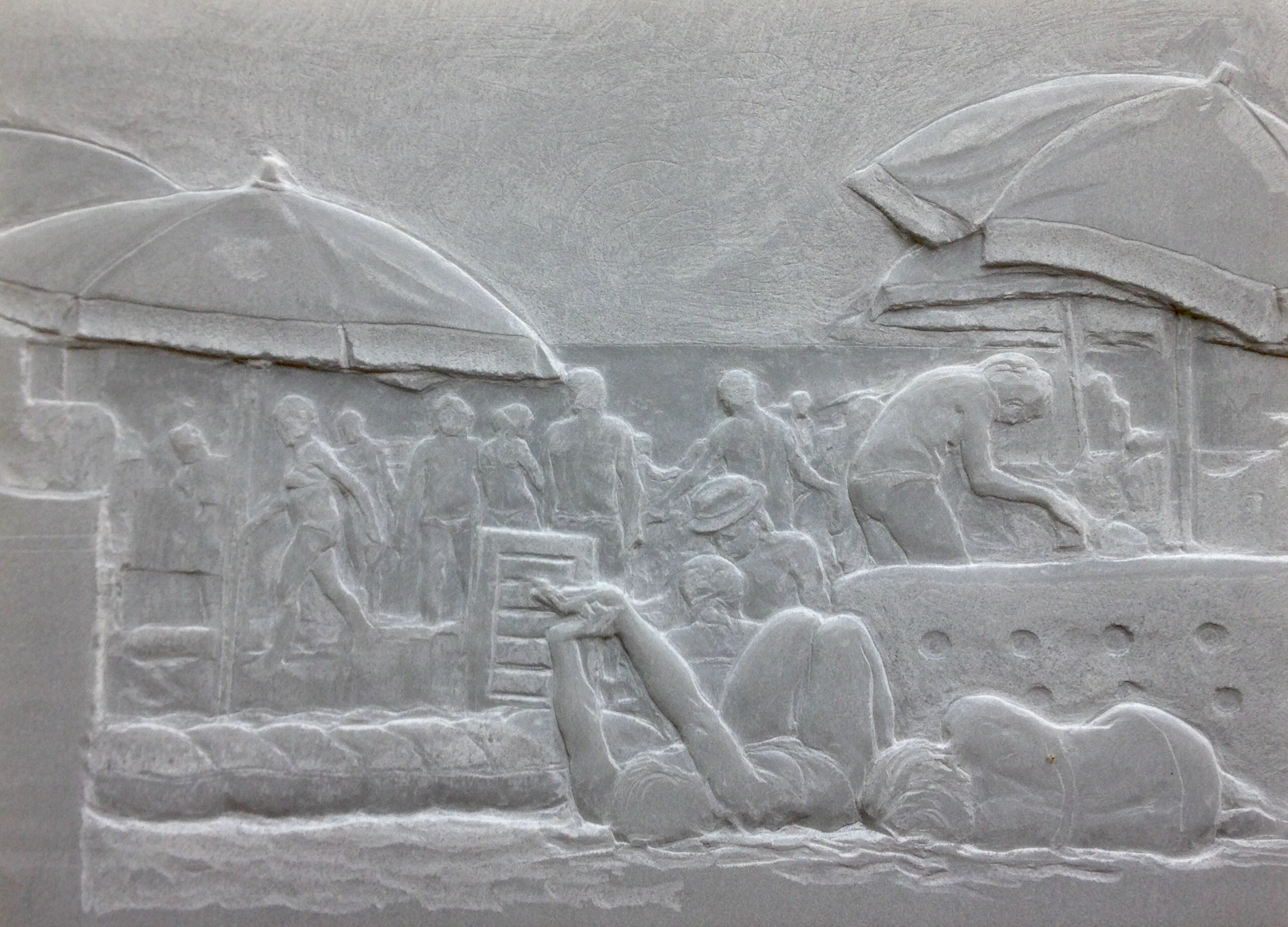
Abb. 9: Steinrelief „Sommertag“, 2018, Peter Niedertscheider
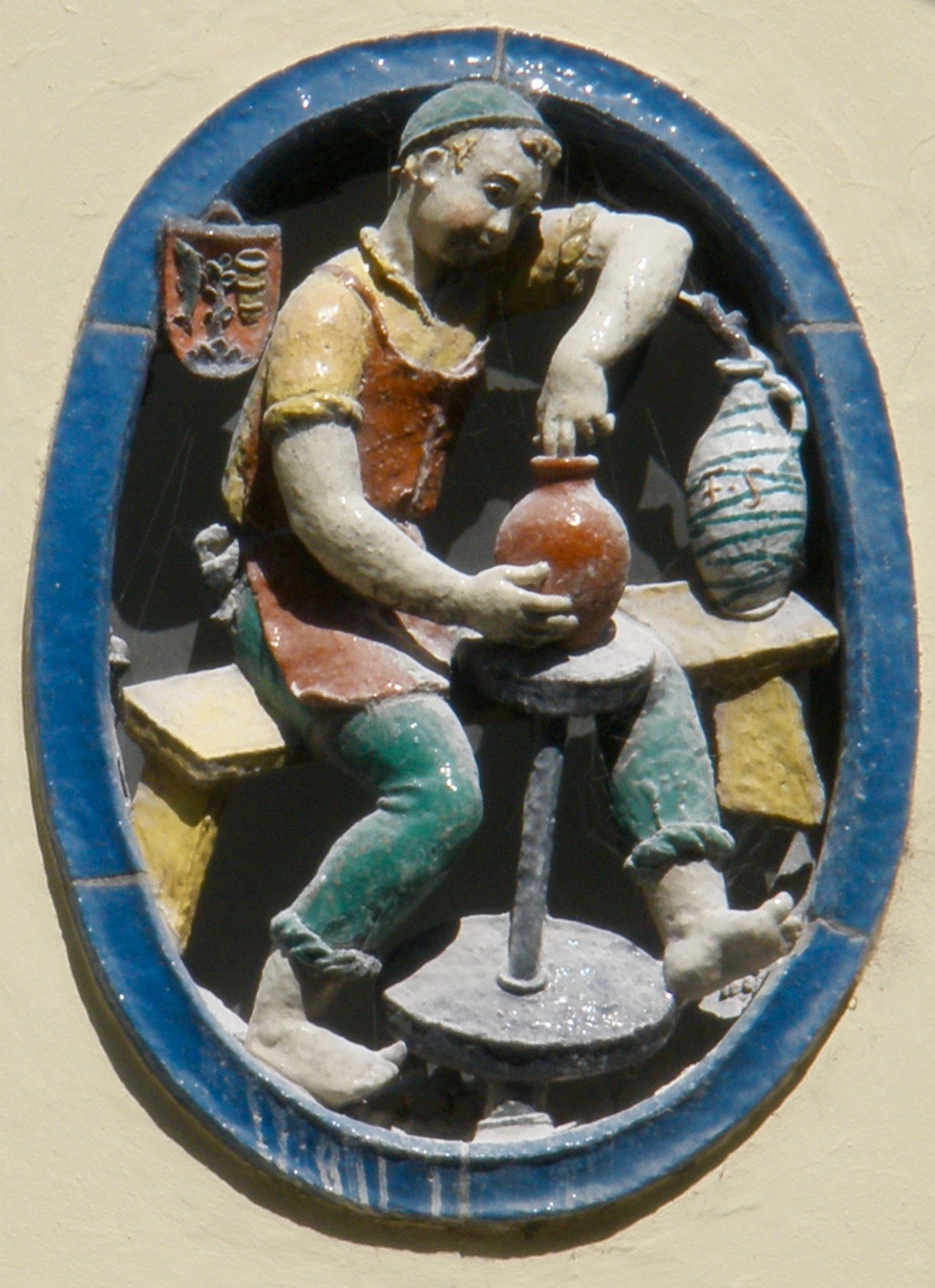
Abb. 10: Keramikrelief am Gebäude der ehemaligen Schleiss-Keramik, Gmunden (1935)
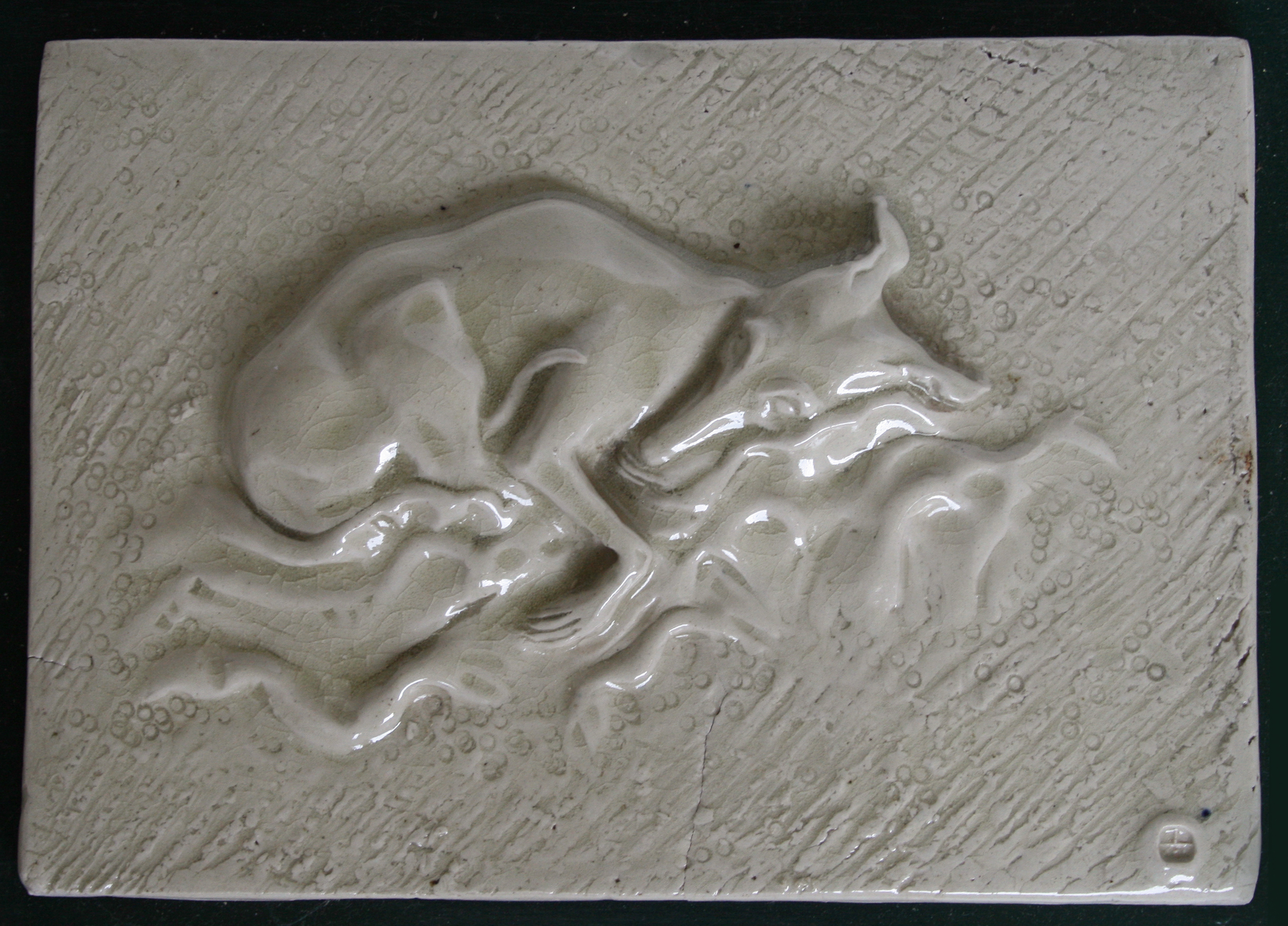
Abb. 11: Keramikrelief „My Dog Sprint“, 1979, Ian Sprague
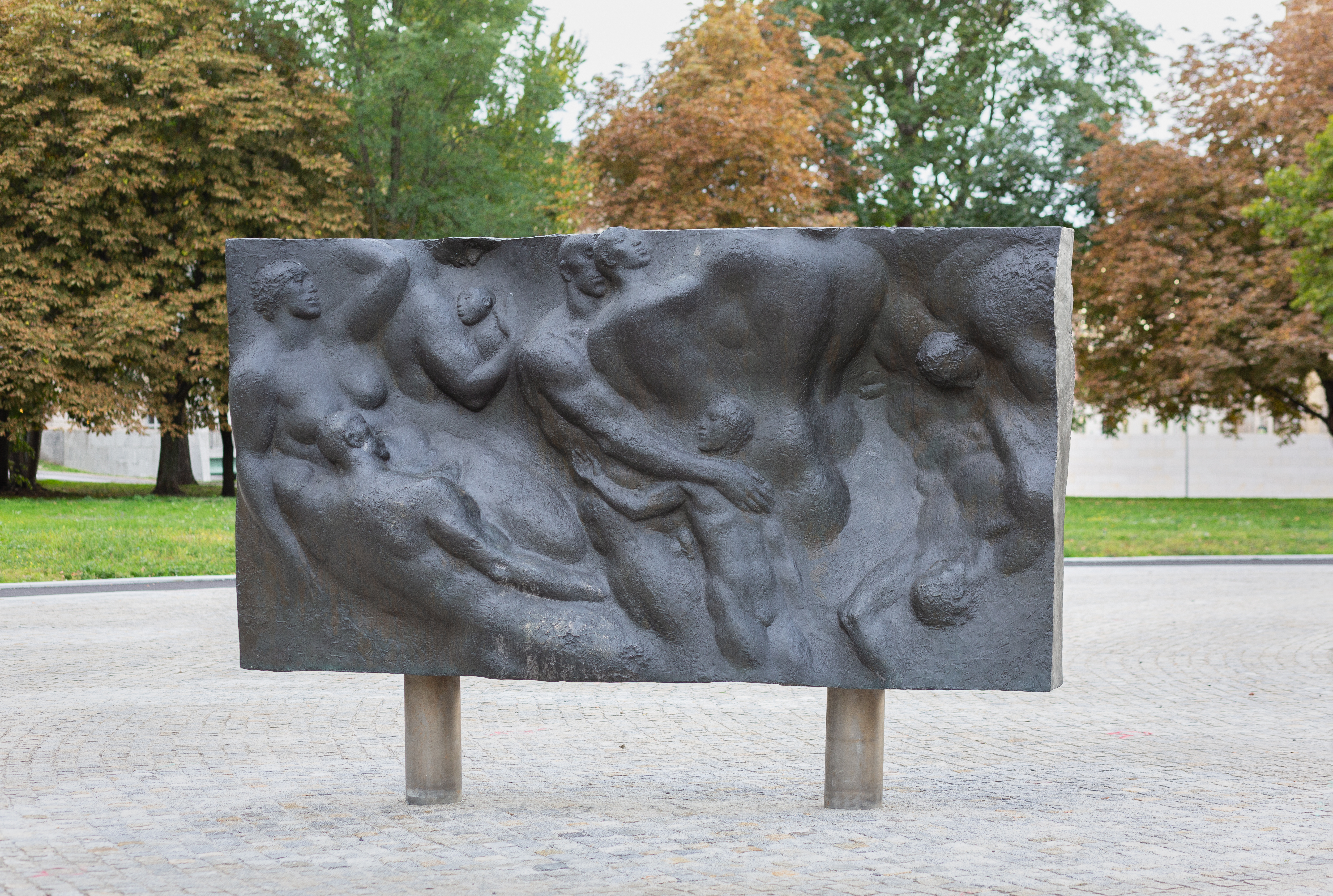
Abb. 13: Bronzerelief „Die Würde und Schönheit freier Menschen“, 1985, Margret Middell
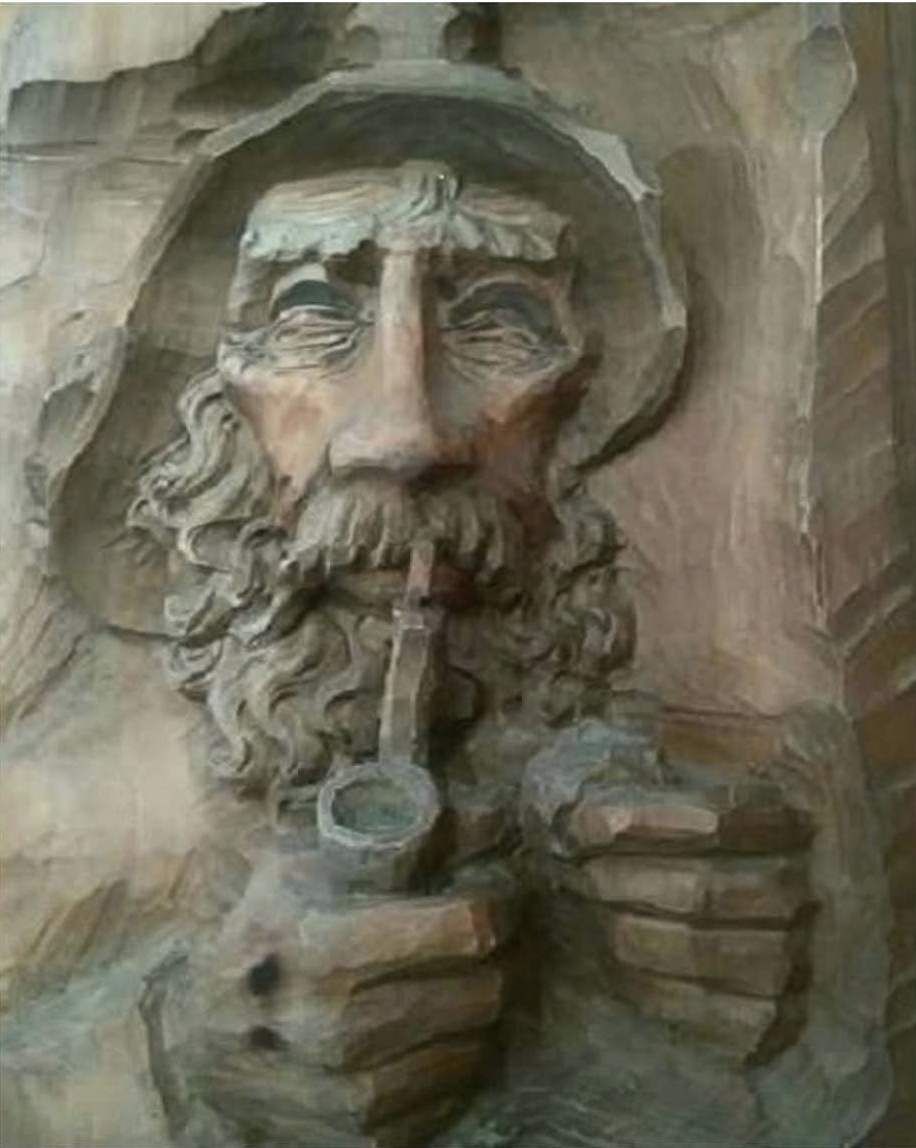
Abb. 13: Holzrelief „Bauernkopf“, 1984, Anton Baumgartner